# Plamen Getov
Plamen Tsvetanov Getov (Sungurlare, 4 de marzo de 1959) es un exfutbolista búlgaro que se desempeña como delantero.

## Carrera
| Club                  | País     | Año         |
| --------------------- | -------- | ----------- |
| PFC Spartak Varna     | Bulgaria | 1977 – 1980 |
| PFC Spartak de Pleven | Bulgaria | 1980 – 1988 |
| PFC CSKA Sofia        | Bulgaria | 1988        |
| Portimonense          | Portugal | 1989 – 1991 |
| FC Etar               | Bulgaria | 1991 – 1992 |
| PFC Levski Sofia      | Bulgaria | 1992 – 1993 |
| PFC Shumen            | Bulgaria | 1993 – 1995 |
| PFC Spartak de Pleven | Bulgaria | 1995 – 1998 |

## Selección nacional
Debutó con la selección de fútbol de Bulgaria en 1983 y fue convocado a ella hasta 1989. En total jugó 25 partidos y marcó cuatro goles.

### Participaciones en Copas del Mundo
Disputó una Copa del Mundo; México 86 donde le marcó un gol a Corea del Sur.
| Mundial                        | Sede   | Resultado        | PJ | Goles |
| ------------------------------ | ------ | ---------------- | -- | ----- |
| Copa Mundial de Fútbol de 1986 | México | Octavos de final | 4  | 1     |

## Palmarés
- Campeón de la Liga A de Bulgaria de 1992–93.

### Distinciones individuales
- Máximo goleador de la Liga A de Bulgaria: 1984–85 y 1992–93, ambas con 26 goles.